# Ștefan cel Mare (Bacău)
Pour les articles homonymes, voir Ștefan cel Mare.
Ștefan cel Mare est une commune en Moldavie roumaine, dans le județ de Bacău.

## Personnalités
Cristina Bontaș (1973-), gymnaste, championne du monde et double médaillée olympique.